# یاکوب یوهانسن
یاکوب یوهانسن (انگلیسی: Jakob Johansson؛ زادهٔ ۲۱ ژوئن ۱۹۹۰) بازیکن فوتبال بازنشسته اهل سوئد است.
از باشگاه‌هایی که در آن بازی کرده است می‌توان به باشگاه فوتبال گوتبورگ و باشگاه فوتبال آ. ا. ک آتن اشاره کرد.
وی همچنین در تیم‌های ملی فوتبال زیر ۱۷ سال سوئد، زیر ۱۹ سال سوئد، زیر ۲۱ سال سوئد و بزرگسالان سوئد بازی کرده است.

## دوران باشگاهی

### گوتبورگ
آرماندوسن در ترولهاتان به دنیا آمد و اولین باشگاه او ترولهاتان بویس بود. او به همراه سرمربی یوناس اولسون از باشگاه فوتبال ترولهاتان به باشگاه فوتبال گوتبورگ منتقل شد. در ۲۷ ژوئن ۲۰۰۷، او اولین بازیکن متولد دهه ۱۹۹۰ بود که در لیگ برتر فوتبال سوئد، آلسونسکان، بازی کرد و برای باشگاه فوتبال گوتبورگ به میدان رفت.

### آ.ا. ک آتن
در ۲۸ دسامبر ۲۰۱۴، آرماندوسن قراردادی ۳٫۵ ساله با باشگاه فوتبال آ. ا. ک آتن امضا کرد. در ۲۲ اوت ۲۰۱۵، او در سوپر لیگ فوتبال یونان برای تیمش، باشگاه فوتبال آ.ا. ک آتن، در پیروزی ۳–۰ مقابل پلاتانیاس به میدان رفت. در ۲۲ نوامبر ۲۰۱۵، او اولین گل فصل خود را با ضربه سر در پیروزی خارج از خانه تیمش مقابل پانترایکیکوس به ثمر رساند. در ۲۱ دسامبر ۲۰۱۵، در هفته پانزدهم فصل، او دوباره با سر گلزنی کرد و تیمش را در شکست ۲–۱ خانگی مقابل لوازیادکوس پیش انداخت. او فصل ۲۰۱۵–۱۶ را با هفت گل به پایان رساند، از جمله یک گل با سر دیگر مقابل باشگاه فوتبال پاناتینایکوس که در نهایت بازی با پیروزی ۳–۱ تیمش تمام شد.
یوهانسن فصل ۲۰۱۷–۲۰۱۶ سوپر لیگ فوتبال یونان را به عنوان بازیکن کلیدی در خط میانی آغاز کرد. در اواخر ژوئیه ۲۰۱۷، آتنی‌ها آخرین تلاش برای تمدید قرارداد یوهانسن که قرار بود در ۳۰ ژوئن ۲۰۱۸ به پایان برسد، انجام دادند. در ۲۰ اوت ۲۰۱۷، او در بازی افتتاحیه فصل جدید سوپر لیگ فوتبال یونان مقابل پانتولیکوس گلزنی کرد که با نتیجه ۲–۰ به پایان رسید. یوهانسن فصل ۲۰۱۸–۲۰۱۷ را به عنوان بازیکن کلیدی برای تیم در خط میانی آغاز کرد.

### رِن
او در تابستان ۲۰۱۸ به باشگاهی از لیگ ۱ به نام رِن پیوست.

### بازگشت به گوتبورگ و بازنشستگی
در سال ۲۰۲۰، او پس از شش سال زندگی در خارج از کشور به باشگاه فوتبال گوتبورگ بازگشت. در ۲۲ ژوئن ۲۰۲۱، پس از اینکه در سال‌های اخیر دچار مصدومیت‌های زیادی شد، در سن فقط ۳۱ سالگی تصمیم به بازنشستگی از فوتبال حرفه‌ای گرفت و مصدومیت‌هایش را دلیلی برای این تصمیم عنوان کرد.

## دوران ملی
آرماندوسن اولین بازی بین‌المللی خود را در یک بازی دوستانه مقابل کره شمالی در ۲۳ ژانویه ۲۰۱۳ انجام داد. او اولین بازی رسمی خود را در مرحله مقدماتی جام جهانی ۲۰۱۸ مقابل فرانسه در ۱۱ نوامبر ۲۰۱۶ انجام داد. در ۱۰ نوامبر ۲۰۱۷، سوئدی‌ها در مرحله دوم مقدماتی جام جهانی ۲۰۱۸ در بازی رفت مقابل ایتالیا با نتیجه ۱–۰ پیروز شدند و تنها گل بازی را آرماندوسن از فاصله ۲۰ یاردی به ثمر رساند که با یک Daniele De Rossi برخورد کرد. در ۱۳ نوامبر ۲۰۱۷، در بازی که سوئد موفق شد در بازی برگشت در San Siro به تساوی بدون گل دست یابد و ایتالیایی‌ها را با نتیجه ۱–۰ در مجموع شکست دهد، آرماندوسن دچار مصدومیت رباط صلیبی قدامی شد که او را به مدت ۱۱ ماه از رقابت‌ها دور کرد. به همین دلیل، او همچنین جام جهانی ۲۰۱۸ را از دست داد.

## شیوه بازی
یوهانسون یک هافبک باکس تو باکس بود، که ویژگی‌های برجسته‌اش مانند قدرت بدنی، علامت‌گذاری، پاس‌های دقیق و دید کلی خوب در بازی‌های مهم، از جمله آن‌ها بود.

## زندگی شخصی
برادر بزرگ‌تر یاکوب، ریکارد یوهانسن نیز بازیکن فوتبال و دروازه‌بان بود.